# Старий Ратинець
Старий Ратинець (пол. Stary Ratyniec) — село в Польщі, у гміні Стердинь Соколовського повіту Мазовецького воєводства.
Населення — 96 осіб (2011).
У 1975-1998 роках село належало до Седлецького воєводства.

## Демографія
Демографічна структура станом на 31 березня 2011 року:
|          | Загалом | Допрацездатний вік | Працездатний вік | Постпрацездатний вік |
| -------- | ------- | ------------------ | ---------------- | -------------------- |
| Чоловіки | 53      | 7                  | 36               | 10                   |
| Жінки    | 43      | 6                  | 22               | 15                   |
| Разом    | 96      | 13                 | 58               | 25                   |